# Seosan
Seosan (hangul 서산시, hanja 瑞山市) är en stad i provinsen Södra Chungcheong i Sydkorea, cirka 110 km sydväst om huvudstaden Seoul. Folkmängden var 179 669 invånare i slutet av 2020, varav 95 398 invånare bodde i själva centralorten. Stadens yta uppgår till 742 kvadratkilometer.

## Administrativ indelning
Centralorten består av stadsdelarna Buchun-dong, Dongmun-1-dong, Dongmun-2-dong, Seoknam-dong och Suseok-dong.
I den norra delen av kommunen ligger köpingen Daesan-eup. I kommunen finns även nio socknar; Buseok-myeon, Eumam-myeon, Gobuk-myeon, Haemi-myeon, Inji-myeon, Jigok-myeon, Palbong-myeon, Seongyeon-myeon och Unsan-myeon.

## Sevärdheter
- Fästningen Haemieup-seong byggd 1417–1421, Haemi-myeon
- Hällristning från sen Baekje-period i Maaesamjonbul-gil, Unsan-myeon
- Gaesimsa-templet, Unsan-myeon